# كأس فرنسا 2023–24
كأس فرنسا 2023–24 (بالفرنسية: Coupe de France de football 2023–24) هو الموسم 107 من مسابقة الكأس الرئيسية لكرة القدم في فرنسا. تم تنظيم المسابقة من قبل الاتحاد الفرنسي لكرة القدم (FFF) وهي مفتوحة لجميع الأندية في كرة القدم الفرنسية، وكذلك الأندية من المقاطعات والأقاليم الخارجية (غوادلوب، غيانا الفرنسية، مارتينيك، مايوت، كاليدونيا الجديدة، تاهيتي، ريونيون، سان مارتن، وسان بيير وميكلون).
تم إقصاء حامل اللقب تولوز، الذي تغلب على نانت 5-1 في نهائي العام السابق ليحصد لقبه الأول في كأس فرنسا،  في دور الـ 32 على يد نادي روان من الدرجة الثالثة.
فاز باريس سان جيرمان على ليون 2–1 في المباراة النهائية ليحصد لقب كأس فرنسا للمرة الخامسة عشر في تاريخه. 